# Direkcionális szelekció

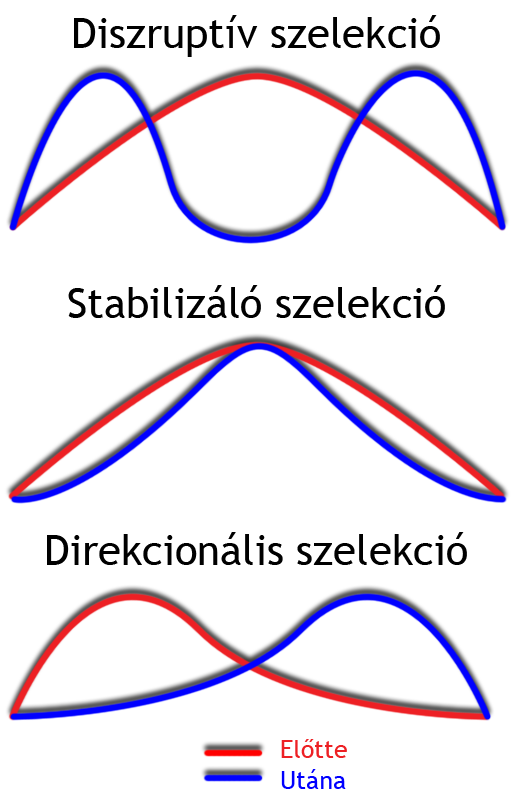
A szelekció három típusát bemutató ábra

A populációgenetikában a direkcionális szelekció  vagy irányító szelekció a természetes szelekció azon fajtája, mely a populáció egyetlen fenotípusos tulajdonságát (illetve annak szélsőséges értékét) részesíti előnyben, ezzel folyamatosan eltolva az allélfrekvenciát  egy irányba. Az irányító szelekció során az előnyös allél gyakorisága megnő, függetlenül attól, hogy más allélek dominánsak-e hozzá képest; tehát, ha az előnyös allél recesszív, még akkor is fixálódni fog.
A direkcionális szelekció leggyakrabban környezeti változások, illetve a populációk vándorlása során fellépő új környezeti ráhatások esetén jelentkezik. A kövületekből ismert példa erre az európai fekete medvék mérete, ami a jégkorszakok interglaciális időszakaiban lecsökkent, a glaciális időszakokban megnőtt. Egy másik példa a pintypopulációk csőrmérete. A csapadékosabb években az apró magvak gyakoribbak, olyan nagy számban fordulnak elő, hogy a pintyek csak igen ritkán fogyasztják a nagyobb magvakat. A szárazabb időszakokban se a kisebb, se a nagyobb magvak nem fordulnak elő bőségesen, de a madarak általában a nagyobb magvakat választják. A pintyek étrendjének változásai befolyásolták a madarak következő generációi csőrének méretét és alakját. A csőrök a nagy és keménytől az apró és simáig terjedtek. Hasonlóan klasszikus példa a nyírfaaraszoló lepkék szárnyszínének változása az ipari forradalom után. A lepkék színe eredetileg fehér volt, mert így könnyen bele tudtak olvadni a nyírfatörzsek alkotta környezetbe. A gyárak terjedésével azonban a korom megtapadt a fák törzsén, így már nem bizonyult adaptívnak a fehér színű szárny. A szürkésebb lepkék rátermettsége nőtt, így végül ez a szárnyszín terjedt el. 

## Fordítás
- Ez a szócikk részben vagy egészben a Directional selection című angol Wikipédia-szócikk ezen változatának fordításán alapul.  Az eredeti cikk szerkesztőit annak laptörténete sorolja fel. Ez a jelzés csupán a megfogalmazás eredetét és a szerzői jogokat jelzi, nem szolgál a cikkben szereplő információk forrásmegjelöléseként.